# La Diablesse (film, 1979)
Pour les articles homonymes, voir La Diablesse.
Pour plus de détails, voir Fiche technique et Distribution.
La Diablesse (en italien : « Sensività ») est un giallo italo-espagnol réalisé par Enzo G. Castellari.
Sorti les 28 septembre 1979 et 11 juillet 1980, respectivement en Italie et en Espagne, il reste inédit dans les salles francophones.

## Synopsis
Après plusieurs années d'absence, Lilian, une jeune étudiante universitaire, revient dans son village d'origine en vue de recherches, en particulier sur une mystérieuse « femme du lac », pour la préparation de sa thèse sur les légendes populaires. Elle apprend l'existence de Lilith, sa sœur dont elle ignorait l'existence. Par contre, cette dernière connaît la vérité et, au fil des années, a accumulé beaucoup de rancœur envers Lilian. 
Bientôt, plusieurs meurtres mystérieux sont commis et chacune des victimes est liée à Lilian...

## Fiche technique
- Titre : La Diablesse
- Titre original : Sensività
- Réalisation : Enzo G. Castellari
- Scénario : Leila Buongiorno • José María Nunes
- Musique : Guido De Angelis • Maurizio De Angelis
- Directeur de la photographie : Alejandro Ulloa
- Montage : Gianfranco Amicucci
- Décors : Corrado Ricercato
- Directeur artistique : Jaime Pérez Cubero
- Assistant réalisateur : Rocco Lerro
- Techniciens du son : Gianni D'Amico • Pietro Ortolani
- Directeur de production : Diego Alchimede
- Sociétés de production : Este Films • Cinezeta
- Sociétés de distribution : New Pentax Productions • Video Kineo
- Pays :  Italie et  Espagne
- Genre : Giallo[1]
- Format : Couleur • Mono
- Durée: 90 minutes
- Dates de sortie :
  -  Italie : 28 septembre 1979
  -  Espagne : 11 juillet 1980

## Distribution
- Vincent Gardenia : le vieux peintre
- Leonora Fani : Lilian
- Wolfango Soldati : Edoardo
- Patricia Adriani : Lilith
- Massimo Vanni : Manuel
- Marta Flores : Marta
- Luis Induni : le père de Lillian
- Caterina Boratto : Kira
- Alberto Squillante : Julien
- Enzo G. Castellari : Détective
- Bernard Seray : Carlos
- Antonio Mayans : le 1er homme
- José Sánchez : le 2e homme